# Haçane ibne Alabás
Haçane ibne Alabás/Alabas  (Al-Ḥasan ibn al-ʿAbbās, lit. "Haçane, filho de Alabás/Alabas") foi o comandante militar aglábida que lutou na Sicília contra o Império Bizantino.

## Vida
Haçane foi nomeado governador (saíbe) da porção da Sicília controlada pelos aglábidas no final de 880, sucedendo Huceine ibne Rabá. Os bizantinos readquiriram a confiança no ano anterior, após uma série de vitórias navais conseguidas pelo almirante Nasar (em Cefalônia e Estelas), encorando o imperador Basílio I, o Macedônio (r. 867–883) a conduzir uma contraofensiva para repelir os árabes da Sicília e sul da Itália.
Na primavera de 881, Haçane lançou uma série de raides contra as posições bizantinas remanescentes no leste da Sicília. Ele liderou a principal força para arrasar as cercanias de Catânia, e então dirigiu-se para Taormina. O comandante local, Barsácio, tentou pará-lo, mas foi derrotado e forçado a se retirar para a segurança dos muros da cidade. Mais tarde em 881 ou começo de 882, contudo, os bizantinos sob Mosilices conseguira uma grande vitória sobre um exército árabe sob Abu Taur na Batalha de Caltavulturo, e Haçane foi demitido de seu posto.